# Ransom W. Dunham

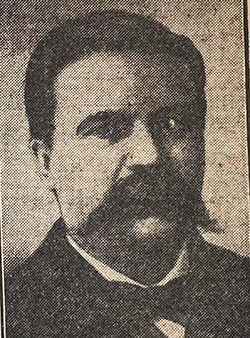
1882

Ransom Williams Dunham (* 21. März 1838 in Savoy, Berkshire County, Massachusetts; † 19. August 1896 in Springfield, Massachusetts) war ein US-amerikanischer Politiker. Zwischen 1883 und 1889 vertrat er den Bundesstaat Illinois im US-Repräsentantenhaus.

## Werdegang
Ransom Dunham besuchte die öffentlichen Schulen seiner Heimat einschließlich der High School in Springfield. In den Jahren 1855 bis 1857 war er bei einer Versicherungsgesellschaft angestellt. 1857 zog er nach Chicago, wo er im Getreidekommissionshandel tätig wurde. Im Jahr 1882 war er Vorsitzender der dortigen Handelskammer (Board of Trade). Politisch war er Mitglied der Republikanischen Partei.
Bei den Kongresswahlen des Jahres 1882 wurde Dunham im ersten Wahlbezirk von Illinois in das US-Repräsentantenhaus in Washington, D.C. gewählt, wo er am 4. März 1883 die Nachfolge von William Aldrich antrat. Nach zwei Wiederwahlen konnte er bis zum 3. März 1889 drei Legislaturperioden im Kongress absolvieren. Nach dem Ende seiner Zeit im US-Repräsentantenhaus zog sich Dunham in den Ruhestand zurück. Er starb am 19. August 1896 auf dem Weg in seine Geburtsstadt Savoy, wo er an der 100-Jahr-Feier der Stadtgründung teilnehmen wollte, und wurde in Chicago beigesetzt.